# Perroquet de Rüppell
Poicephalus rueppellii
Espèce
Statut de conservation UICN

 LC  : Préoccupation mineure
Statut CITES
Le Perroquet de Rüppell (Poicephalus rueppellii) est une espèce d'oiseaux de la famille des Psittacidae endémique des savanes du sud-est de l'Afrique, de la Namibie centrale au sud-ouest de l'Angola. Il est plus abondant autour des cours d'eau.
Son nom vernaculaire français a été donné en l'honneur de l'explorateur et zoologiste allemand Wilhelm Peter Eduard Simon Rüppell (1794-1884).